# Nokia 5700
El Nokia 5700 pertenece a la gama de Nokia XpressMusic los cuales están orientados a la reproducción de música en varios formatos; ofrece una gran calidad de sonido gracias a su chip integrado y dos bocinas (parlantes) con sonido estéreo. Incorpora el Sistema Operativo Symbian 9.2 (el mismo del N95) el cual lo convierte en un teléfono inteligente con capacidad para funcionar en líneas 3G (sólo en Europa), además de aceptar múltiples aplicaciones (herramientas, utilidades, juegos, themes, tonos, etc.) a gusto del usuario.
Lo más llamativo de éste móvil es la posibilidad de que al girar el teclado se pueden activar la cámara (3.2 mpx) en dos posiciones, el reproductor de audio, reproductor de vídeo y el teclado normal para utilizarlo en llamadas y mensajes.

## Funciones

### Reproductor de música
Este modo se activa al girar el teclado del teléfono hacia la izquierda en su totalidad, ubicando ahí las teclas anterior, siguiente, reproducción / pausa.
Este móvil reproduce una gran cantidad de formatos en los cuales se encuentran MP3, AAC, WMA y M4A entre otros; su calidad de sonido es excelente y tiene incorporados un par de parlantes (bocinas) estéreo de gran potencia y fidelidad.
La entrada para auriculares es miniplug (2.5 mm) pero en el paquete de compra viene un adaptador a 3.5 que además sirve como mando a distancia el cual permite manejar la música o la radio sin sacarlo del celular.
La autonomía de batería en el modo reproducción de música puede ser de hasta 12 horas.

### Cámara y vídeo
La pantalla es de 2.2" QVGA de 16 millones de colores con gran nitidez y brillo.
Incorpora una cámara de 3.2 mpx y se activa al girar el teclado hacia la derecha. La cámara es el punto flojo de este equipo, ya que a pesar de tener 3.2 mpx, en entornos de poca luz, deja mucho que desear en la calidad de las fotos, caso contrario en ambientes con mucha iluminación, donde se obtienen fotos de buena calidad.
En vídeo tiene muy buena resolución 640x480, la cual graba a 25 fps en formato MP4.
La cantidad de fotos, música, vídeo e información se almacenan en la tarjeta de memoria del teléfono, el cual de fábrica incorpora una tarjeta de 1 GB.

### Videollamada
Se accede al girar el teclado hacia la izquierda dejando la cámara de frente al rostro;
trabaja con tecnología 3G de banda 2100 MHz.

### Normal
En este modo tenemos el teclado alfanumérico, en el cual se puede acceder a las funciones de llamado, mensajes y demás funciones de un teléfono celular normal.

## Especificaciones
- Marca:                    Nokia

- Pantalla:                 LCD TFT, 240X320 (QVGA)

- Cámara:                   2 Megapixeles (1600x1200 píxeles), video QVGA

- Sistema Operativo:        Symbian OS 9.2, S60 3rd Edition

- CPU:                  ARM 11 @ 369 MHz

- Memoria:              64 MB SDRAM, 128 MB ROM, 38 MB Para el usuario

- Ringtones:                Polifónicos 64 canales, MP3, M4A, AAC, WMA, MP4, videotones

- Batería:                  BP-5M Li-Ion 900 mAh

- Dimensiones:              108 x 50 x 17 mm, 84 cc

- Formato:                  Candybar

- Tarjeta de Memoria:   microSD de más de 4GB (TransFlash)

- Conectividad:             Bluetooth 2.0 con A2DP, Infrarrojo, 2.0 mini-USB

- Bandas de Señal:          GSM 850 / 900 / GSM 1800 / GSM 1900 / UMTS 2100 (Europa)

- Media:                    Reproductor de MP3/AAC/AAC+/eAAC+/WMA/MP4/M4A/WAV, Radio FM Stereo con RDS, Editor de Video y Fotos, Aplicaciones Java y SIS.

## Semejanzas
Este móvil aunque se asemeja a sus hermanos menores Nokia 5200 y Nokia 5300 pertenece a un nivel muy superior ya que posee un sistema operativo llamado Symbian s60 v3; y solo comparte los colores "rojo/blanco" y "negro/blanco" característicos de estos tipos de celular.
Su competidor más cercano es el Nokia N73 el cual tiene funciones muy parecidas entre sí pero en lo referente a música el 5700 es muy superior, en cambio en la cámara el N73 al este poseer una cámara de óptica Carl Zeiss lleva gran ventaja.
En cuanto a otras marcas este teléfono solo tiene como rivales directos al Sony Ericsson W595, W760 y El Motorola EM35

## Transformers Edition
Esta versión del 5700 salió a la venta solo en China, con relación a la película Transformers, el cual solo cambia el color de la carcasas por una negra y algunos accesorios alusivos a la película.